# گوستاوو پنیا
گوستاوو پنیا (اسپانیایی: Gustavo Peña‎; ۲۲ نوامبر ۱۹۴۲ – ۱۹ ژانویهٔ ۲۰۲۱) بازیکن و مربی فوتبال اهل مکزیک بود.
از باشگاه‌هایی که در آن بازی کرده‌است می‌توان به باشگاه فوتبال کروز آزول و باشگاه فوتبال مونتری اشاره کرد.
او همچنین در تیم ملی فوتبال مکزیک بازی کرده‌است.